# Альпини
Альпини (итал. Alpini — «альпийцы») или альпи́йские стрелки́ — горнострелковые войска современной Армии Италии, под названием которых в узком смысле подразумеваются именно горные пехотные и горные артиллерийские части, а в широком смысле — все воинские подразделения (артиллерия, транспорт, связь, инженерные войска). 
В других источниках указано что специальные войска, предназначенные для действий в горах во Франции и Италии, на начало XX столетия, назывались Альпийские егеря. Альпини были образованы 15 октября 1872 года и некоторыми считаются старейшим горнострелковым формированием мира, первоначальной задачей которого была охрана границы Королевства Италия с Францией, Швейцарией и Австро-Венгрией. В 1888 году альпини впервые участвовали в боевых действиях за границей, в Африке, куда они возвращались не раз во время военных конфликтов.
В годы Первой мировой войны они противостояли германскому Альпийскому корпусу и австрийским кайзеръегерям и их кампания стала известна как «война в снегах и на льду». Во Второй мировой войне альпини участвовали в боевых действиях на стороне стран оси против советских войск и на Балканах, однако понесли колоссальные потери зимой 1942—1943 годов и вынуждены были покинуть территорию СССР. После окончания Холодной войны и последующей реформы вооружённых сил Италии в 1990-е годы были расформированы три из пяти альпийских бригад. В настоящее время альпийские стрелки распределены по двум оперативным бригадам, подчиняющимся Командованию альпийских войск Италии. С 2003 года альпини несли активную службу в Афганистане.

## История

### 1872—1887
Образование альпини датируется 1872 годом: в том году капитан Джузеппе Перруккетти опубликовал в майском издании журнала «Rivista Militare» статью о необходимости охраны границ молодого Королевства Италии, проходящих через Альпы. Для достижения подобных целей он предложил создать подразделения из жителей гористой местности Италии, которые были бы лучше для этого пригодны и мотивированы. Перруккетти опирался в этом плане на работу генерал-лейтенанта Агостино Риччи, который в 1868 году организовал учения для итальянских войск, чтобы определить возможности горного пехотного корпуса. Спустя пять месяцев после публикации статьи Перруккетти первые 15 рот альпийских стрелков были образованы по королевскому указу № 1056. 15 октября 1872 года началась служба, что сделало альпини первым во всемирной военной истории горнострелковым подразделением.
Изначально альпини использовались как ополчение, охранявшее северные горные границы Италии. После австро-прусской войны 1866 года к Италии отошла Венеция, северные границы которой проходили по так называемой Альпийской Арке. Оборона страны ранее базировалась на четвёрке крепостей Квадрилатеро, однако с учётом изменения геополитической обстановки эта стратегия устарела, так как предусматривала преимущественно защиту долины реки По вплоть до юго-запада, но не защиту альпийского региона, который считался крайне неудобным для ведения любых военных действий. Вербовка жителей горных регионов Италии и создание специального корпуса были новыми решениями возникшей проблемы, поскольку северяне хорошо знали горную местность и лучше всего приспосабливались к суровым условиям.
Горные регионы были разделены на семь военных округов, в каждом из которых размещалось не менее двух рот по 120 человек каждая. Округом руководил офицер. На вооружении солдат были винтовки Веттерли образца 1870 года. В 1873 году были образованы ещё 9 рот, и их общее число было доведено до 24. В 1875 году состав рот вырос больше чем в 2 раза со 120 человек до 250 солдат и 5 офицеров, и роты были объединены в 7 альпийских батальонов по числу военных округов. Каждый батальон получил имя по городу, где располагался штаб. Так появились:
- 1-й альпийский батальон «Кунео» (итал. Cuneo)
- 2-й альпийский батальон «Мондови» (итал. Mondovi)
- 3-й альпийский батальон «Торино» (Суза) (итал. Torino (Susa))
- 4-й альпийский батальон «Торино» (Кивассо) (итал. Torino (Chivasso))
- 5-й альпийский батальон «Комо» (итал. Como)
- 6-й альпийский батальон «Тревизо» (итал. Treviso)
- 7-й альпийский батальон «Удине» (итал. Udine)

В 1877 году были образованы пять горных альпийских артиллерийских батарей, а через год 36 горнострелковых рот были объединены в 10 батальонов. По состоянию на 1 ноября 1882 года альпини насчитывали 72 пехотных роты и 20 пехотных батальонов. Позже 8 альпийских горных артиллерийских батарей были присоединены к шести альпийским полкам и двум горным артиллерийским бригадам. Каждый батальон получил наименование по зоне, за которую отвечал в случае начала военного конфликта.
| Полк           | Штаб      | 1-й батальон | 2-й батальон | 3-й батальон  | 4-й батальон      |
| -------------- | --------- | ------------ | ------------ | ------------- | ----------------- |
| 1-й альпийский | Мондови   | Альто Танаро | Валь-Танаро  | Валь-Камоника |                   |
| 2-й альпийский | Бра       | Валь-Пезио   | Коль Тенда   | Валь-Скио     |                   |
| 3-й альпийский | Фоссано   | Валь-Стура   | Валь-Майра   | Монти-Лессини |                   |
| 4-й альпийский | Турин     | Валь-Пелличе | Кизоне       | Валь-Брента   |                   |
| 5-й альпийский | Милан     | Валь-Дора    | Монченизио   | Вальтеллина   | Альта Вальтеллина |
| 6-й альпийский | Конельяно | Валь-д’Орко  | Валь-д’Аоста | Кадоре        | Валь-Тальяменто   |

Номера, которыми обозначались батальоны, были упразднены, в то время как роты получили обозначения с 1-й по 72-ю. Чтобы не путать батальоны, солдатам и сержантам выдавали так называемые «наппины» (итал. nappina, кисточка) — овалы разных цветов, которые позже нашивались на шляпу «капелло альпино». Белая наппина символизировала 1-й батальон в каждом полку, красная — 2-й, зелёная — 3-й. Специальным батальонам и 4-м батальонам в полках выдавались синие наппины. Солдатам горных артиллерийских частей выдавались зелёные наппины с чёрной отметиной в центре, на которой был изображён золотыми цифрами номер батареи.
7 июня 1883 года была представлена нашивка «зелёное пламя» (итал. fiamme verdi), что юридически закрепило альпини как часть итальянской пехоты. В то же время появилась и шляпа «Капелло Альпино» с чёрными вороньими перьями, по которым альпийских стрелков стали называть «чёрными перьями» (итал. Le Penne Nere). У офицеров вместо чёрных вороньих перьев были коричневые орлиные или белые гусиные. Изначально шляпы делали из чёрного войлока, но в 1909 году после принятия серой униформы шляпы стали шить из серого войлока. Также отличительной особенностью униформы альпини были зелёные манжеты на тёмно-синих куртках парадной и полевой формы (носили до 1915 года) и зелёные линии на светло-голубых или серых брюках. От зелёных нашивок и парадных головных уборов не отказывались во время испытаний камуфляжной формы 1906 года, которая была окончательно принята в 1909 году.
Оружие и снаряжение каждого батальона хранилось в большой деревне в определённом районе, который они должны были защищать в случае начала боевых действий. В соответствующий батальон призывались солдаты только из определённой местности. В 1887 году батальоны снова были переименованы по названиям деревень, которые они защищали. Например, батальон «Эдоло» (итал. Edolo) набирался из числа жителей деревни Эдоло, где находился арсенал батальона, плацдарм для учений и дома офицеров. Призыв местных обеспечивал крепкие связи между местными жителями и батальонами альпини, поскольку в одну и ту же роту набирали людей из одной и той же деревни, и все роты из одной и той же долины были частью одного и того же батальона.
В 1887 году в Риме был образован Инспекторат горных войск (итал. Ispettorato delle truppe alpine), принявший командование всеми горными войсками. После этого началась реорганизация Альпийского корпуса: 1 августа 1887 года в Конельяно-Венето был образован 7-й альпийский полк, к которому присоединились ещё два батальона из 6-го полка. Итого число батальонов выросло до 22. 1 ноября того же года был образован 1-й горный артиллерийский полк в Турине размером 9 батарей, оснащённый 75-мм гаубицами. Структура Альпийского корпуса выглядела следующим образом:
| Полк           | Штаб      | 1-й батальон        | 2-й батальон    | 3-й батальон | 4-й батальон |
| -------------- | --------- | ------------------- | --------------- | ------------ | ------------ |
| 1-й альпийский | Мондови   | Чева                | Пьеве-ди-Теко   | Мондови      |              |
| 2-й альпийский | Бра       | Борго-Сан-Дальмаццо | Винадио         | Дронеро      |              |
| 3-й альпийский | Турин     | Фенестрелле         | Суза I          | Суза II      |              |
| 4-й альпийский | Ивреа     | Пинероло            | Аоста           | Ивреа        |              |
| 5-й альпийский | Милан     | Морбеньо            | Тирано          | Эдоло        | Рокка д’Анфо |
| 6-й альпийский | Верона    | Верона              | Виченца         | Бассано      |              |
| 7-й альпийский | Конельяно | Фельтре             | Пьеве-ди-Кадоре | Джемона      |              |

### 1888—1914
1-й африканский альпийский батальон (итал. 1° Battaglione Alpini d’Africa) был образован в 1887 году. Его четыре роты были укомплектованы из добровольцев из всех других альпийских батальонов. Батальон был частью Особого африканского корпуса (итал. Corpo Speciale d'Africa) и нёс службу в Эритрее, где итальянцы намеревались взять реванш за битву при Догали. 27 апреля 1888 года батальон вернулся в Неаполь: за время службы в Африке он потерял 14 человек умершими (в том числе командира) от болезней.
В том же году в состав каждой роты были включены по восемь мулов, а на вооружение альпини поступили новые винтовки Веттерли-Витали образца 1887 года. Следуя военной реформе в Италии, 38 альпийских рот и 15 горных батарей были приписаны к разным активным воинским частям Королевской итальянской армии. В 1892 году альпини стали первым видом войск Италии, принявшим на вооружение винтовку Carcano M1891, а в 1897 году она была заменена модификацией Mo. 1891 TS для сапёров и использовалась до 1945 года.
1-й африканский альпийский батальон участвовал в сражениях в Эритрее во время первой итало-эфиопской войны и стал первым альпийским полком, вступившим в бой в войне. Ещё четыре батареи 1-го горного артиллерийского полка направились в Эритрею для усиления четырёх бригад, подчинявшихся Оресту Баратьери. 1 марта 1896 года состоялось боевое крещение полка в битве при Адуа, в которой эфиопские войска нанесли поражение итальянцам. Из 530 альпийских стрелков погибло 400 во главе с командиром, подполковником Менини. Первую золотую медаль «За воинскую доблесть», присуждённую альпийским стрелкам, получил капитан Пьетро Челла и его подчинённые из 4-й роты, которые заняли гору Амба-Раджо и удерживали её до 2 марта, позволяя другим итальянским частям отступить. Медаль была присуждена посмертно, так как никто из защитников горы Амба-Раджо не выжил. После поражения был образован экспедиционный альпийский полк в составе 5 батальонов, который служил в Эритрее с 7 марта до июня 1896 года, почти не вступая в бои.
В 1900 году во время Боксёрского восстания в Китай были направлены международные силы, в составе которых была и итальянская батарея горной артиллерии. Она несла гарнизонную службу в Тяньцзине до конца 1901 года. 13 ноября 1902 года в составе альпини появились первые лыжные роты (итал. Compagnie Sciatori). После землетрясения в Калабрии, произошедшего 8 сентября 1905 года, туда были направлены части альпини для разбора завалов и восстановления разрушенных зданий. Они же участвовали в ликвидации последствий Мессинского землетрясения 1908 года.
В 1909 году началось расширение корпуса альпини. 15 июля в Виченце был образован 2-й горный артиллерийский полк численностью 4 артиллерийские группы (12 батарей). В 1908 году были образованы батальоны «Тольмеццо» и «Палланца» (с 1909 — «Интра») в составах 7-го и 4-го полков. 1 октября 1909 года батальоны «Тольмеццо» и «Джемона» из 7-го альпийского полка, а также новообразованный «Чивидале» были переведены в 8-й альпийский полк из Удине. Первым командиром 8-го полка стал полковник Антонио Канторе, один из наиболее известных командиров альпини в годы Первой мировой войны. Итого в составе альпийских стрелков было 8 полков (25 батальонов), 2 горноартиллерийских полка (8 групп) и 75 резервных рот (22 батальона). Резервные батальоны получили имена по долинам местностей, откуда вербовались солдаты в батальоны, и в названиях таких батальонов присутствовало слово «Валле» (итал. Valle, «долина»).
| Полк                      | Штаб    | 1-й батальон/группа | 2-й батальон/группа | 3-й батальон/группа | 4-й батальон/группа |
| ------------------------- | ------- | ------------------- | ------------------- | ------------------- | ------------------- |
| 8-й альпийский            | Удине   | Джемона             | Тольмеццо           | Чивидале            |                     |
| 1-й горный артиллерийский | Турин   | Онелья              | Мондови             | Торино-Суза         | Торино-Аоста        |
| 2-й горный артиллерийский | Виченца | Конельяно           | Бергамо             | Виченца             | Беллуно             |

В 1910 году в Беллуно был образован одноимённый батальон  «Беллуно», последний альпийский батальон довоенных лет. В 1911 году альпини снова отправились в Африку для ведения боевых действий против Турции, которой была объявлена война: в Ливии в 1911—1914 годах несли службу батальоны «Салуццо», «Мондови», «Ивреа», «Верона», «Тольмеццо», «Фельтре», «Суза», «Вестоне», «Фенестрелле» и «Эдоло», артиллерийские группы «Торино-Суза», «Мондови» и «Виченца». 25 октября 1911 года в Ливию прибыл батальон «Салуццо», 3 ноября — «Мондови» и «Ивреа», 16 декабря — «Верона». В связи с ожесточённым турецким сопротивлением в Ливию прибыли подкрепления. Несмотря на подписание Лозаннского мира 18 октября 1912 года, итальянцы столкнулись с трудностями в лице сопротивления местных жителей и запросили помощь для подавления выступлений. В октябре 1912 года в ливийский Дзандзур прибыли батальоны «Тольмеццо», «Фельтре», «Суза» и «Вестоне», которые образовали 8-й особый альпийский полк (итал. 8° Reggimento Alpini Speciale) под командованием полковника Антонио Канторе. В августе 1914 года последний батальон «Фельтре» покинул Ливию и прибыл в Италию, несмотря на неподавленное восстание бедуинов.

### Первая мировая война
После начала Первой мировой войны число батальонов «Альпини» выросло с 26 до 88. Они участвовали во всех боях в Альпийских горах во время войны. В состав Альпийских стрелков Италии входили следующие батальоны:
| Полк           |                                                       |                                                |                                                     |                                               |
| -------------- | ----------------------------------------------------- | ---------------------------------------------- | --------------------------------------------------- | --------------------------------------------- |
| 1-й альпийский | Чева Валь-Танаро Монте-Меркантур                      | Пьеве-ди-Теко Валь-Аррошия Монте-Саккарелло    | Мондови Валь-д’Эллеро Монте-Клапьер                 |                                               |
| 2-й альпийский | Борго-Сан-Дальмаццо Валь-Стура Монте-Арджентера Кунео | Дронеро Валь-Майра Бикокка                     | Салуццо Валь-Варайта Монвизо                        |                                               |
| 3-й альпийский | Пинероло Валь-Пелличе Монте-Гранеро                   | Фенестрелле Кизоне Монте-Альбергьян Курмайёр   | Эксиллес Валь-Дора Монте-Ассьетта                   | Суза Валь-Чениския Монченизио                 |
| 4-й альпийский | Ивреа Валь-д'Орко Монте-Леванна Палланца              | Аоста Валь-Бальтеа Монте-Червино               | Интра Точе Монте-Роза                               |                                               |
| 5-й альпийский | Морбеньо Валь-д’Интельви Монте-Сплуга Монте-Мандроне  | Тирано Вальтеллина Стельвио Тонале             | Эдоло Валь-Камоника Монте-Адамелло Ортлер           | Вестоне Валь-Кьезе Монте-Суэлло Монте-Кавенто |
| 6-й альпийский | Верона Валь-д’Адидже Монте-Бальдо                     | Виченца Валь-Леогра Монте-Берико Монте-Пасубио | Бассано Валь-Брента Сетте-Комуни                    |                                               |
| 7-й альпийский | Фельтре Валь-Чизмон Монте-Павионе                     | Пьеве-ди-Кадоре Валь-Пьяве Монте-Антелао       | Беллуно Валь-Кордеволе Монте-Пельмо Монте-Мармолада |                                               |
| 8-й альпийский | Джемона Валь-Тальяменто Монте-Арвенис                 | Тольмеццо Валь-Фелла Монте-Канин               | Чивидале Валь-Натизоне Монте-Матаюр Монте-Неро      |                                               |

Жирным выделены батальоны, существовавшие до войны. Первые линейные батальоны в каждом полку названы в честь долин рек, вторые линейные батальоны — в честь гор («Монте», Monte). Название указывало, из какой местности призывались в состав данного батальона солдаты. Большая часть батальонов — регулярные, хотя существовали и специальные подразделения (батальон «Монте-Мармолада» — лыжное подразделение, которое вело бои на леднике Мармолада). Все батальоны делились на 233 роты численностью 100—150 человек каждая. Полк никогда не отправлялся целиком в бой: его отдельные роты и батальоны выполняли персональные задачи и несли охрану определённых участков.
Бои на Итальянском фронте на севере страны получили название «Война в снегах и на льду», поскольку более чем 600 км линии фронта проходили через высочайшие вершины Альп. Толщина снега порой составляла 12 м, а зимой 1915/1916 года были часты случаи гибели солдат из-за схода лавин, причём большая часть их останков не была найдена и по сей день. Альпини вели бои против австрийских кайзершютце, штандшютце и ландесшютце за каждую вершину: в горах прокладывались тоннели и даже возводились временные базы, для чего производились взрывы. Артиллерийские орудия перевозились с помощью вьючных животных на высоту до 3890 м, среди скал прокладывались дороги и кабеля для связи. Проходы тех времён, известные как виа феррата, сохранились до наших дней и используются альпинистами. В Альпах археологи до сих пор находят то, что осталось от кабелей связи времён войны.
В ходе войны контроль над высотами играл ключевую роль, поэтому горные войска по обе стороны фронта применяли тактику на тот случай, если высота была захвачена противником: солдаты прорывали тоннель под вершиной, привозили огромное количество взрывчатки и подрывали его, уничтожая тем самым и гарнизон. Так, в ходе войны взрывы производились в горах Коль-ди-Лана, Монте-Пасубио, Лагазуи и многих других. Важнейшими стали умения солдата взбираться на вершины и передвигаться на лыжах, вследствие чего были образованы специальные лыжные батальоны и альпинистские части.
Из 40 тысяч альпини, участвовавших в войне, погибло около 12 тысяч. Многие из песен альпийских стрелков, исполняемых на различных церемониях, посвящены именно событиям Первой мировой войны.

### Вторая мировая война
Все образованные в годы Первой мировой войны батальоны после её окончания были расформированы. При этом расширение альпини продолжалось: в 1919 году был образован 9-й альпийский полк. В 1935 году итальянское правительство образовало пять дивизий и ещё 11-й альпийский полк. Для наблюдения за теми батальонами 5-й альпийской дивизии «Пустелия», которые не участвовали во второй итало-эфиопской войне, был создан 12-й альпийский полк. После возвращения 5-го полка в полном составе 12-й полк был расформирован.
В ходе итало-греческой войны итальянские войска до вступления в войну Германии потерпели ряд серьёзных поражений, причём большие людские потери были и в частях альпини. В память об этих потерях альпини исполняют часто песню «Sul ponte di Perati» (итал. На мосту Перати). Впрочем, встречаются утверждения, что подобная песня впервые начала звучать ещё в Первую мировую войну в память солдат, погибших в боях против австрийцев. В дальнейшем песню переделывали, упоминая в разных вариантах как погибших на Восточном фронте итальянских солдат, так и павших в бою итальянских партизан-антифашистов.
В 1941 году была образована 6-я альпийская дивизия, включавшая в себя резервы из других пяти альпийских дивизий. Итого в составе вооружённых сил Италии было шесть альпийских дивизий:
- 1-я дивизия «Тауринензе»
- 2-я дивизия «Тридентина»
- 3-я дивизия «Юлия»
- 4-я дивизия «Кунеэнзе»
- 5-я дивизия «Пустерия»
- 6-я дивизия «Альпи Грайе»

В составе каждой дивизии были по два альпийских полка (в каждом по три батальона), один альпийский артиллерийский полк (три артиллерийские группы), один смешанный инженерный батальон, один транспортный батальон и вспомогательные части. Численность дивизии составляла 17460 человек: 16887 солдат и 573 офицера. В распоряжении одной дивизии было около 5 тысяч тягловых и вьючных животных и 500 единиц транспорта и специальной техники.
В годы войны дивизии участвовали в боях во Франции, Северной и Восточной Африке, на Балканском полуострове и в СССР (дивизии «Тридентина», «Юлия» и «Кунеэнзе»). На Восточном фронте дивизии участвовали в боях на побережье Дона, а не в горах Кавказа, взять под контроль который вермахт так и не сумел. Это решение отправить итальянские горные войска для сражения как обычные пехотные части стало ошибочным, поскольку альпийские стрелки не были подготовлены для борьбы против танковых и механизированных советских частей. В январе 1943 года во время Сталинградской битвы итальянские войска попали в окружение, и в бою под Николаевкой очень немногим частям посчастливилось вырваться из кольца окружения: полностью была уничтожена 4-я дивизия «Кунеэнзе», убиты или попали в плен до 90 % личного состава 3-й дивизии «Юлия» (вышло из окружения 1200 человек из 15000) и до 70 % личного состава 2-й дивизии «Тридентина» (вышло из окружения 4250 человек из 15000).
После официальной капитуляции Италии Королевская итальянская армия прекратила своё существование: большая часть дивизий сдалась немцам без боя. Только 1-я альпийская дивизия «Тауринензе», 19-я пехотная дивизия «Венеция» и 155-я пехотная дивизия «Эмилия» вступили в бой против немцев в Черногории, однако были быстро разгромлены и вынуждены были отступить в горы Дурмитора. 16 тысяч альпийских стрелков и пехотинцев, отказавшихся сдаваться, перешли на сторону Народно-освободительной армии Югославии и образовали партизанскую дивизию «Гарибальди», в составе которой сражались до марта 1945 года, когда вернулись в Италию.
25 июня 1944 3-й альпийский полк был воссоздан в Южной Италии на основе батальонов «Пьемонт» и «Монте-Гранеро». Вместе с 4-м полком берсальеров он создал 1-ю итальянскую бригаду Итальянского освободительного корпуса, воевавшего на стороне Западных союзников. После того, как полк берсальеров понёс огромные потери, 30 сентября 1944 после объединения двух полков был образован Отдельный пехотный полк, куда вошла боевая группа «Леньяно», оснащённая британским оружием. Она сражалась в составе 2-го польского корпуса на левом фланге 8-й британской армии у реки Идиче.
На севере, где существовала Итальянская социальная республика, лояльная странам оси и Бенито Муссолини, была образована 4-я альпийская дивизия «Монте-Роза», которую обучали немцы. Дивизия участвовала в боях на Готской линии против Бразильского экспедиционного корпуса, 92-й американской пехотной дивизии и 8-й индийской пехотной дивизии. После успешного наступления союзников в ходе Северо-Итальянской операции и их победы в битве при Коллекьо 4-я альпийская дивизия капитулировала.

### Холодная война
Альпийские стрелки продолжили защиту северных границ Италии в послевоенные годы уже в составе бригад.
- Альпийская бригада «Юлия»[англ.] (образована 15 октября 1949 года в Удине)
- Альпийская бригада «Тридентина»[англ.] (образована 1 мая 1951 года в Брессаноне)
- Альпийская бригада «Тауринензе»[англ.] (образована 15 апреля 1952 года в Турине)
- Альпийская бригада «Оробика»[англ.] (образована 1 января 1953 года в Меранее)
- Альпийская бригада «Кадоре»[англ.] (образована 1 июля 1953 года в Беллуно)

В каждую бригаду призывались солдаты из определённых горных местностей Италии, чем создавали крепкие связи бригад с местным населением. В 1972 году все бригады были объединены под единым Командованием альпийских войск. В 1976 году после реформ 4-й альпийский армейский корпус (прежнее название Командования альпийских войск) стал ответственным за защиту основной цепи гор от точки встречи границ Италии, Швейцарии и Австрии до итало-югославской границы. В случае войны против Югославии или стран ОВД у альпини были готовы планы действий.
- В случае войны против Югославии 4-й альпийский армейский корпус оставался бы на своей позиции и обеспечил бы защиту левого фланга 5-го корпуса, который бы принял на себя удар противника на равнинной местности Фриули — Венеция-Джулия. В бой вступила бы тогда только бригада «Юлия».
- В случае войны против стран ОВД действия 4-го альпийского армейского корпуса зависели бы от того, откуда вторгался бы противник. Так, в случае, если бы Южная группа войск СССР и Венгерская народная армия прошли через Югославию и оттуда вышли бы в Италию, «Юлия» обеспечивала бы прикрытие в горах левого фланга 5-го армейского корпуса, который силами четырёх танковых и пяти механизированных бригад вступил бы в бой с противником и сдерживал бы его продвижение на север долины Падан. Другие альпийские бригады в бой бы тогда не вступали.
- В случае, если советские и венгерские войска вторглись бы в Австрию, нарушив её нейтралитет, и прошли бы Южную Штирию и Каринтию (долина Дравы), бригады альпини приняли бы бой одними из первых. Бригада «Юлия» защищала бы долину Канал, бригада «Кадоре» — долину Пьяве, бригада «Тридентина» — долину Пустерия, бригада «Оробика» выполняла бы особые задания, а бригада «Тауринензе» оставалась бы в резерве.

### Гражданская служба
Первой наградой за оказание помощи гражданским стала бронзовая медаль «За гражданскую доблесть», которой был отмечен батальон «Валле Стура», участвовавший в 1883 году в тушении пожара в Берсецио (Арджентера, долина Стура ди Демонте). Впоследствии действовавшие альпини и ветераны неоднократно отличались в спасательных операциях: спасение гражданских во время лавины в долине Варайта в 1886 году, при землетрясении в Мессине в 1908 году и прорыве плотины Вайонт в 1963 году, во время землетрясений во Фриуле 1976 года, в Ирпинии в 1980 году и в Молизе в 2002 году, при прорыве плотины Валь ди Става в 1985 году, во время оползня в Валь Пола в 1987 году, землетрясения в Умбрии и Марке в 1997 году и наводнении в Пьемонте в 2000 году. Спасательные операции проводились также во время Спитакского землетрясения в 1988 году, миротворческой операции в Мозамбике 1992 году и во время Косовской войны.

## Современная структура

### Воинские формирования
После окончания Холодной войны были расформированы все бригады, кроме бригад «Юлия» и «Тауринензе».
 Командование альпийских войск (Больцано)
- Дивизия «Тридентина»[англ.] (Больцано)
  -   Командование и батальон тактической поддержки дивизии «Тридентина» (Больцано)
  -  Альпийская бригада «Тауринензе»[англ.] (Турин)
    -   Командование и батальон тактической поддержки бригады «Тауринензе»[итал.] (Турин)
    -  2-й альпийский полк[англ.] (Сан-Рокко-ди-Кунео):  Батальон «Салуццо»
    -  3-й альпийский полк (Пинероло, Улькс):  Батальон «Суза»
    -  9-й альпийский полк[англ.] (Л’Акуила):  Батальон «Л’Акуила» и  Батальон «Виченца»
    -  1-й кавалерийский полк «Ницца»[итал.] (Беллинцаго-Новарезе)
    -  1-й горный артиллерийский полк (Фоссано):  Артиллерийская группа «Аоста»
    -  32-й альпийский инженерный полк[англ.] (Турин):  30-й батальон
    -  Транспортный полк «Тауринензе»[англ.] (Риволи):  один транспортный батальон

  -  Альпийская бригада «Юлия»[англ.] (Удине)
    -   Командование и батальон тактической поддержки бригады «Юлия»[итал.] (Удине)
    -  5-й альпийский полк[англ.] (Випитено):  Батальон «Морбеньо»
    -  7-й альпийский полк[англ.] (Беллуно):  Батальон «Фельтре»
    -  8-й альпийский полк[англ.] (Венцоне):  Батальон «Тольмеццо»
    -  3-й горный артиллерийский полк[англ.] (Ремандзакко):  Артиллерийская группа «Конельяно»
    -  2-й альпийский инженерный полк[англ.] (Тренто):  Батальон «Изео»
    -  Транспортный полк «Юлия»[англ.] (Мерано):  Один транспортный батальон
- Командование сил специального назначения (Пиза)
  -  4-й альпийский парашютно-десантный полк (Монторио):  Батальон «Монте-Червино»
- Командование войск связи[итал.] (Анцио)
  -  2-й альпийский полк связи[англ.] (Больцано):  Батальон «Валь-Гардена» и  Батальон «Пордои»
- Альпийский учебный центр[итал.] батальона «Аоста» (Аоста)
  -  6-й альпийский полк[англ.], батальон «Бассано» и полигоны для учений в высокогорье (Брунико, Южный Тироль)

## Вооружение и техника

### Пехотное вооружение
Стандартное стрелковое оружие альпийского стрелка Италии — автомат Beretta ARX-160 с коллиматорным прицелом Aimpoint M3 Reddot, которое должно стать стандартным оружием итальянских солдат, используемым в холодных и суровых условиях окружающей среды. Личным оружием является пистолет Beretta 92 FS. Также стрелок вооружён ручными гранатами OD/82SE. В качестве защитного обмундирования используются как стандартные бронежилеты класса III AP/98, так и новые NC4/09. Вспомогательное оборудование — прибор ночного видения 3-го поколения. Оружие поддержки взвода — пулемёт FN Minimi или Rheinmetall MG3.

### Тяжёлое вооружение и артиллерия
Огневую поддержку оказывают станковые пулемёты M2 Browning, 60-мм лёгкие носимые миномёты M6C-210 Commando и 120-мм тяжёлые миномёты MO-120-RT61. Противотанковое оружие — гранатомёты Panzerfaust 3 и ПТРК типов «Милан», TOW II и «Спайк» (последний является наиболее перспективным образцом и призван заменить все другие образцы). Стандартные гаубицы с 1999 года — FH-70, обладающие большей огневой мощью по сравнению с OTO Melara Mod 56, но меньшей универсальностью. FH-70 не являются горной артиллерией, а обозначаются как «полевая артиллерия горных полков».

### Военная техника
Мобильность войск обеспечивается полноприводными многоцелевыми бронеавтомобилями Iveco VTLM Lince, БТР «Пума» и вездеходами Bv 206 (Bv 206S).

## Униформа и символика
Униформа альпийских стрелков была тех же цветов, что и униформа армии Сардинского королевства и Пьемонта: синяя куртка и белые брюки. Это не обеспечивало камуфляж войскам, и в 1904—1906 годах этот вопрос обсуждался по просьбе главы Миланского отделения Альпийского клуба Италии Луиджи Бриоски. В апреле 1906 года для практического эксперимента по проверке эффективности камуфляжной формы были выбраны бойцы батальона «Морбеньо» (итал. Morbegno) из 5-го альпийского полка, располагавшегося в Бергамо. В результате эксперимента была принята униформа серо-зелёного цвета в качестве основной, а также появился так называемый «серый взвод» (итал. plotone grigio) численностью 40 человек из 45-й роты батальона «Морбеньо», который впервые показался на публике в Тирано.

### Капелло
Капелло альпино, также известная как «бантам» (итал. bantam) — вид тирольской шляпы, головной убор альпийских стрелков Италии и наиболее узнаваемый элемент их униформы. Она состоит из множества элементов, которые показывают воинское звание, полк и специальность военнослужащего. Самая последняя версия шляпы была представлена в 1910 году.
25 марта 1873 года вместо пехотного кепи была принята чёрная войлочная шляпа конической формы («калабрийская») с широкими полями. Спереди располагалась металлическая кокарда в виде белой пятиконечной звезды с номером роты. С левой стороны, полуприкрытой кожаной лентой, располагалась трёхцветная розетка, в центре которой был белый бутон с крестом. Красный V-образный шеврон располагался там же, где и кокарда, но позже был заменён чёрным вороньим пером. У офицеров на шляпе было орлиное перо вместо вороньего.
1 января 1875 года было утверждено звание командиров батальонов, и калабрийские шляпы альпини больше не надевали. Они носили головные уборы тех районов, где несли службу, не имея при этом единого стандартного головного убора альпийских стрелков. В 1880 году пятизвёздочную кокарду сменила другая металлическая кокарда — летящий орёл с распростёртыми крыльями, готовящийся схватить добычу и держащий в лапах корнет с номером полка. Корнет располагался на переднем плане перед двумя скрещёнными винтовками со штыками и двумя рожками. Лавровый венок и дубовые листья окружали это изображение.
В первые месяцы Первой мировой войны солдаты итальянской армии стали использовать в качестве основных головных уборов шлемы Адриана, однако альпини и берсальеры не могли поместить на них перо и кокарду, поэтому альпини отказались от каски насовсем. В городах Северной Италии на Рождество люди нередко вместо традиционных красных рождественских колпаков Санта-Клауса надевают капелло альпино.

#### Перо
Перо длиной примерно 25-30 см носится с левой стороны шляпы, слегка отклонено назад. Шляпы с чёрным вороньим пером носят солдаты, шляпы с коричневым орлиным пером — под-офицеры и младшие офицеры, а с гусиным белым пером — старшие офицеры и генералы.

#### Наппина
Наппина (итал. nappina — «кисточка») — овальное украшение на шляпе, располагающееся в левой части в той точке, куда прикрепляется перо. Для курсантов и рядового состава наппина изготавливается из цветной шерсти на деревянной основе. Для офицеров наппина украшается золотом, а в Пьемонте и Валле-д’Аоста — дополнительно савойским крестом в центре. Для генералов наппина украшается серебром.
Цвет наппины использовался для различия батальонов между разными полками: 1-й батальон обозначался белым цветом наппины, 2-й — красным, 3-й — зелёным. Если существовали 4-е батальоны в полку или специальные батальоны, им даровалась синяя наппина. Первые три цвета символизировали цвета флага Италии, а синий цвет — ещё и цвет династического дома Савойи, правившего Италией. Дополнительно позже добавлялись наппины с другими цветами, номерами и сокращениями для обозначения тех или иных частей.
Пехота
- Зелёный цвет: 2-й полк (батальон Салуццо), 6-й полк (батальон Бассано), 7-й полк (батальон Беллуно), 5-й полк (батальон Эдоло), 8-й полк (батальон Чивидале)
- Белый цвет: 4-й полк (батальон Ивреа), 5-й полк (батальон Морбеньо), 6-й полк (батальон Больцано), 7-й полк (батальон Фельтре), 8-й полк (батальон Джемона), 11-й полк (батальон Д’Арресто валь Тальяменто)
- Красный цвет: 6-й полк (батальон Тренто), 7-й полк (батальон Пьеве ди Кадоре), 8-й полк (батальон Тольмеццо), учебный батальон Аоста, оркестр альпийской бригады «Тауринензе»
- Синий цвет: 3-й полк (батальон Суза), 9-й полк (батальон Д’Аквила), учебный центр Альпино (кроме батальона Aosta), прочие части
- Синий цвет, чёрный овал, белые буквы R: вспомогательные полки
- Синий цвет, чёрный овал, белые буквы B: отделение командования и связи альпийских бригад «Тауринензе» и «Юлия»
- Синий цвет, чёрный овал, белые буквы CA: отделение командования и связи альпийских парашютистов 4-го армейского альпийского корпуса
- Синий цвет, чёрный овал, белые буквы c/c: противотанковая рота альпийской бригады

Горная артиллерия
- Зелёный цвет, чёрный овал, жёлтая цифра: горная батарея (цифра означает номер батареи)
- Зелёный цвет, чёрный овал, жёлтые буквы CG: командиры групп горной артиллерии (командование и вспомогательные службы)
- Зелёный цвет, чёрный овал: прочие части

Инженеры части, войска связи, вспомогательные части
- Амарантовый цвет: инженеры 2-го и 32-го инженерных полков, связисты 2-го полка связи
- Фиолетовый цвет: транспортный батальон альпийской бригады

#### Эмблемы
Эмблема изображена на передней части шляпы. Внешний вид эмблемы соответствует определённой специальности военнослужащего.
- Генералы: орёл с лавровым венком и щитом с надписью RI в центре
- Альпини: орёл, корнет, скрещённые винтовки
- Горная артиллерия: орёл, корнет, скрещённые пушки
- Сапёры: орёл, корнет, скрещённые топоры
- Инженеры: орёл, корнет, меч, зажжённая граната и скрещённые топоры
- Войска связи: орёл, корнет, антенна, стрелы и скрещённые топоры
- Транспорт: орёл и крылатое колесо
- Санитарные части (офицеры): орёл, пятиконечная звезда с красным крестом, скрещённые жезлы Эскулапа
- Санитарные части (солдаты): орёл, пятиконечная звезда с красным крестом
- Административные части и полиция: орёл, крепостная корона, фиолетовый круг и лавровый венок
- Инженерный корпус: орёл, крепостная корона, зубчатая шестерёнка и лавровый венок

Материал, из которого изготовлена эмблема, показывает также ранг военнослужащего
- Металл — проходит службу по контракту (профессионал)
- Пластик — проходит срочную службу (призывник)

- Солдаты, проходящие службу до 1 года или до 4 лет
- Военнослужащие, несущие службу по контракту (под-офицеры и офицеры)
- Горная артиллерия
- Инженерные войска
- Войска связи
- Транспортные части
- Административные части
- Психологи
- Медицинские части (офицеры)
- Медицинские части (под-офицеры и рядовой состав)
- Ветеринары

## Воинские звания и знаки различия

### Воинские звания
Воинские звания и знаки различия альпийских стрелков Италии совпадают с аналогичными в вооружённых силах Италии, однако у них есть дополнительные знаки различия на шляпах «капелло альпино». Знаков различия нет у рядовых и сержантов, их носят только офицеры и генералы: до звания полковника — это шевроны, начиная со звания полковника — серебряные петлицы со звёздами.
| Генералы | | | | | | | |                                                                                                 |                                                                                                 |                                                                                                 |                                                                                                 |
| Корпусный генерал Три золотые звезды на серебряной петлице                                                                        | Корпусный генерал Три золотые звезды на серебряной петлице                                                                        | Корпусный генерал Три золотые звезды на серебряной петлице                                                                        | Корпусный генерал Три золотые звезды на серебряной петлице                                                | Дивизионный генерал с особыми полномочиями Три золотые звезды (одна с красной каймой) на серебряной петлице | Дивизионный генерал с особыми полномочиями Три золотые звезды (одна с красной каймой) на серебряной петлице | Дивизионный генерал с особыми полномочиями Три золотые звезды (одна с красной каймой) на серебряной петлице | Дивизионный генерал с особыми полномочиями Три золотые звезды (одна с красной каймой) на серебряной петлице | Дивизионный генерал по особым поручениям Одна тёмная и две золотые звезды на серебряной петлице | Дивизионный генерал по особым поручениям Одна тёмная и две золотые звезды на серебряной петлице | Дивизионный генерал по особым поручениям Одна тёмная и две золотые звезды на серебряной петлице | Дивизионный генерал по особым поручениям Одна тёмная и две золотые звезды на серебряной петлице |
| Дивизионный генерал Две золотые звезды на серебряной петлице                                                                      | Дивизионный генерал Две золотые звезды на серебряной петлице                                                                      | Дивизионный генерал Две золотые звезды на серебряной петлице                                                                      | Бригадный генерал с особыми полномочиями Две золотые звезды (одна с красной каймой) на серебряной петлице | Бригадный генерал с особыми полномочиями Две золотые звезды (одна с красной каймой) на серебряной петлице   | Бригадный генерал с особыми полномочиями Две золотые звезды (одна с красной каймой) на серебряной петлице   | Бригадный генерал по особым поручениям Одна тёмная и одна золотая звёзды на серебряной петлице              | Бригадный генерал по особым поручениям Одна тёмная и одна золотая звёзды на серебряной петлице              | Бригадный генерал по особым поручениям Одна тёмная и одна золотая звёзды на серебряной петлице  | Бригадный генерал Одна золотая звезда на серебряной петлице                                     | Бригадный генерал Одна золотая звезда на серебряной петлице                                     | Бригадный генерал Одна золотая звезда на серебряной петлице                                     |
| Старшие офицеры | | | | | | | |                                                                                                 |                                                                                                 |                                                                                                 |                                                                                                 |
| Полковник с особыми полномочиями Одна золотая звезда с красной каймой на серебряной петлице                                       | Полковник с особыми полномочиями Одна золотая звезда с красной каймой на серебряной петлице                                       | Полковник с особыми полномочиями Одна золотая звезда с красной каймой на серебряной петлице                                       | Полковник по особым поручениям Одна тёмная звезда на серебряной петлице                                   | Полковник по особым поручениям Одна тёмная звезда на серебряной петлице                                     | Полковник по особым поручениям Одна тёмная звезда на серебряной петлице                                     | Полковник-командир Пять золотых шевронов с красной каймой                                                   | Полковник-командир Пять золотых шевронов с красной каймой                                                   | Полковник-командир Пять золотых шевронов с красной каймой                                       | Полковник Пять золотых шевронов с тремя синими линиями                                          | Полковник Пять золотых шевронов с тремя синими линиями                                          | Полковник Пять золотых шевронов с тремя синими линиями                                          |
| Подполковник с особыми полномочиями Пять золотых шевронов с двумя синими и одной красной линией                                   | Подполковник с особыми полномочиями Пять золотых шевронов с двумя синими и одной красной линией                                   | Подполковник с особыми полномочиями Пять золотых шевронов с двумя синими и одной красной линией                                   | Подполковник с особыми полномочиями Пять золотых шевронов с двумя синими и одной красной линией           | Подполковник по особым поручениям Четыре золотых и один тёмный шевроны                                      | Подполковник по особым поручениям Четыре золотых и один тёмный шевроны                                      | Подполковник по особым поручениям Четыре золотых и один тёмный шевроны                                      | Подполковник по особым поручениям Четыре золотых и один тёмный шевроны                                      | Подполковник Четыре золотых шеврона с двумя синими линиями                                      | Подполковник Четыре золотых шеврона с двумя синими линиями                                      | Подполковник Четыре золотых шеврона с двумя синими линиями                                      | Подполковник Четыре золотых шеврона с двумя синими линиями                                      |
| Майор по особым поручениям Четыре золотых шеврона с синей и красной линиями                                                       | Майор по особым поручениям Четыре золотых шеврона с синей и красной линиями                                                       | Майор по особым поручениям Четыре золотых шеврона с синей и красной линиями                                                       | Майор по особым поручениям Четыре золотых шеврона с синей и красной линиями                               | Майор по особым поручениям Четыре золотых шеврона с синей и красной линиями                                 | Майор по особым поручениям Четыре золотых шеврона с синей и красной линиями                                 | Майор Три золотых шеврона с синей линией                                                                    | Майор Три золотых шеврона с синей линией                                                                    | Майор Три золотых шеврона с синей линией                                                        | Майор Три золотых шеврона с синей линией                                                        | Майор Три золотых шеврона с синей линией                                                        | Майор Три золотых шеврона с синей линией                                                        |
| Младшие офицеры | | | | | | | |                                                                                                 |                                                                                                 |                                                                                                 |                                                                                                 |
| Капитан Три золотых шеврона с двумя синими линиями                                                                                | Капитан Три золотых шеврона с двумя синими линиями                                                                                | Капитан Три золотых шеврона с двумя синими линиями                                                                                | Старший лейтенант Два золотых и один тёмный шевроны с синей линией                                        | Старший лейтенант Два золотых и один тёмный шевроны с синей линией                                          | Старший лейтенант Два золотых и один тёмный шевроны с синей линией                                          | Лейтенант Два золотых шеврона с синей линией                                                                | Лейтенант Два золотых шеврона с синей линией                                                                | Лейтенант Два золотых шеврона с синей линией                                                    | Младший лейтенант Один золотой шеврон                                                           | Младший лейтенант Один золотой шеврон                                                           | Младший лейтенант Один золотой шеврон                                                           |
| Под-офицеры и рядовые | | | | | | | |                                                                                                 |                                                                                                 |                                                                                                 |                                                                                                 |
| Премьер-маршал-лейтенант Золотой шеврон с золотой звездой с красной каймой, чёрной линией на шевроне и красной каймой вокруг него | Премьер-маршал-лейтенант Золотой шеврон с золотой звездой с красной каймой, чёрной линией на шевроне и красной каймой вокруг него | Премьер-маршал-лейтенант Золотой шеврон с золотой звездой с красной каймой, чёрной линией на шевроне и красной каймой вокруг него | Премьер-маршал Золотой шеврон с чёрной линией и красной каймой вокруг него                                | Премьер-маршал Золотой шеврон с чёрной линией и красной каймой вокруг него                                  | Премьер-маршал Золотой шеврон с чёрной линией и красной каймой вокруг него                                  | Маршал Золотой шеврон с чёрной линией                                                                       | Маршал Золотой шеврон с чёрной линией                                                                       | Маршал Золотой шеврон с чёрной линией                                                           | Рядовой, капрал Нет отличительных знаков                                                        | Рядовой, капрал Нет отличительных знаков                                                        | Рядовой, капрал Нет отличительных знаков                                                        |

### Знаки различия
Собственно альпийские стрелки являются пехотой как таковой, но зачастую «горными» или «альпийскими» также называют артиллерийские, инженерные, медицинские и другие части альпини. Их униформа отличается от стандартной униформы альпийских стрелков только другими знаками различия, указывающими на их специальность.

## Национальная ассоциация альпини
Национальная ассоциация альпини (итал. Associazione Nazionale Alpini, ANA) — официально зарегистрированное общество ветеранов альпийских войск, называющих себя «вечи» (в переводе с венетского языка — «старшие, старики»). В шутку их называют 10-м альпийским полком. С 1920 года ежегодно проводятся встречи ветеранов, и сотни тысяч солдат встречаются со своими сослуживцами, родными и близкими в конце весны. При этом ветераны, которые уже уволились из альпийских стрелков, числятся формально в запасе и готовы прибыть в расположение частей при первой же необходимости. Представительства ANA есть в большинстве городов Италии.

## Культурные аспекты

### Мулы
На протяжении 130 лет альпини использовали мулов в качестве вьючных животных, перевозивших тяжёлое оружие. Корни этого уходят в 1831 год, когда в армии Королевства Сардиния появилась первая батарея горных орудий, которые перевозили с помощью 36 мулов. Мулы должны были облегчить задачу солдату, который нёс очень много тяжёлого снаряжения на своих плечах. Со временем важность использования мулов возрастала.
В годы Первой мировой войны мулы сыграли ключевую роль в снабжении солдат припасами в высокогорной местности. Образ солдата и мула стал в глазах свидетелей боевых действий и обычных граждан, заставших войну, единым целым и неразделимым. Мулы переносили те же сложности военных походов (холод, голод, обстрелы и ранения) в обеих мировых войнах, что и обычные солдаты. Особенно важной роль мулов стала в 1943 году, когда итальянцы отступали из СССР (в распоряжении итальянских экспедиционных войск было около 4800 мулов). Джулио Бедески в книге «Сто тысяч ящиков со льдом» писал об этом следующее:

Во время отступления у нас в распоряжении были сотни саней, запряжённых мулами, которые страдали с нами и которым нечего было есть кроме редких кустарников, пробивавшихся из-под снега. Бедные животные были покрыты льдом, как я помню, и присутствие этих животных как-то успокаивало всех. По факту, пока мы шли день и ночь, мы пытались всегда находиться рядом с мулами, поэтому вокруг каждого животного шла группа из десяти или пятнадцати солдат. […] Одному водителю крыса прокусила ногу, а я как офицер медицинской службы пытался ему оказать какую-то помощь, когда в один момент к нему подошёл его собственный мул и приложил нос между землёй и раной, пытаясь поддержать его, согреть и успокоить. Сцена, которую я никогда не забуду.
Оригинальный текст (итал.)Durante il ripiegamento avevamo centinaia di slitte trainate da muli, che soffrivano con noi e non avevano da mangiare che qualche sterpaglia che spuntava dalla neve. Povere bestie, erano coperte di ghiaccio, e, rammento, la presenza di quegli animali era qualcosa di rassicurante per tutti. Infatti mentre camminavamo giorno e notte cercavamo sempre di stare vicino ad un mulo, così ognuno di questi animali aveva sempre attorno un gruppo di dieci o quindici soldati. [...] Una volta un conducente rimase ferito da una scheggia che gli fratturò la gamba ed io che ero ufficiale medico tentai di prestargli qualche cura, quando ad un certo punto il suo mulo gli si avvicinò e infilò il muso tra la terra e la nuca del ferito, in modo da sostenerlo, riscaldarlo, confortarlo. Una scena che non dimenticherò mai.

После войны со внедрением автомобильной техники число мулов на службе альпини сокращалось, и вскоре их осталось несколько сотен. 7 сентября 1993 года в казармах Д’Анджело ди Беллуно последние 24 мула альпийских стрелков были проданы на аукционе. В наши дни в Национальном историческом музее альпийских стрелков в Тренто находится экспозиция под символическим названием «Музей мула» (итал. museo del mulo), где хранятся подковы и снаряжение для альпийских мулов.

### Марш
Официальный марш альпийских стрелков и Альпийского корпуса — песня, известная под названиями «Valore alpino» (с итал. — «Доблесть альпини»), «L’Inno degli Alpini» (с итал. — «Гимн альпини») или «Trentatrè — valore Alpino» (с итал. — «Тридцать три — значит альпини»). Песня является адаптацией старой французской горной песни «Les Fiers Alpins», авторы текста — Д’Эстель и Травель. Доподлинно неизвестно, почему в названии песни присутствует число «33»: по одной версии, эта песня шла 33-й по счёту в первом репертуаре альпийских стрелков, по другой версии, название было взято по девизу 33-го артиллерийского полка из альпийских частей; по третьей, оно идеально подходило для метрики, используемой для написания текстов песен и создания музыки. Песня исполняется оркестром альпийских стрелков на парадах и концертах, и по статусу важнее неё на любых официальных церемониях только национальный гимн Италии.
Текст
Dai fidi tetti del villaggio i bravi alpini son partiti,

mostran la forza ed il coraggio della lor salda gioventù.

Son dell’Alpe i bei cadetti, nella robusta giovinezza

dai loro baldi e forti petti spira un’indomita fierezza.

Припев (дважды)

Oh valore alpin! Difendi sempre la frontiera!

E là sul confin tien sempre alta la bandiera.

Sentinella all’erta per il suol nostro italiano

dove amor sorride e più benigno irradia il sol.

Là tra le selve ed i burroni, là tra le nebbie fredde e il gelo,

piantan con forza i lor picconi le vie rendon più brevi.

E quando il sole brucia e scalda le cime e le profondità,

il fiero Alpino scruta e guarda, pronto a dare il «Chi va là?»

Припев (дважды)
Помимо этой песни, у альпийских стрелков есть множество других песен, в том числе и лирических наподобие «Signore delle cime». Значительная часть песен альпини исполняется на Рождество: в этих песнях ярко выражены призыв к миру и протест против войн и насилия.

### Девиз
Девиз альпини — «Никто здесь не пройдёт!» (итал. Di qui non si passa). Он был придуман генералом Луиджи Пеллу, первым генеральным инспектором альпийских войск, который в октябре 1888 года на официальном банкете по случаю визита германского императора заявил:

Они символизируют, что на самой границе, у ворот Италии стоит бастион, на котором написано «Никто здесь не пройдёт».
Оригинальный текст (итал.)Essi simboleggiano quasi, all'estrema frontiera, alle porte d'Italia, un baluardo sul cui fronte sta scritto "Di qui non si passa".

### Альпийская молитва
У альпийских стрелков есть собственная молитва. Её автор — полковник Дженнаро Сора, командир альпийского батальона «Эдоло». Он написал текст молитвы в Мальга-Падер (долина Веноста), выражая гордость единством своих подопечных. В первой версии были упоминания и итальянского короля, которые позже были исключены. 21 октября 1949 года главный викарий монсеньор Джузеппе Тросси утвердил текст молитвы, добавив обращения к Альпийской Мадонне. Отныне эту молитву произносили вместо Солдатской молитвы (итал. Preghiera del Soldato) в конце каждой мессы.
В 1972 году военный капеллан при Службе духовной помощи 4-го альпийского армейского корпуса, монсеньор Пьетро Паризио с разрешения вышестоящего монсеньора Франко Паризио обратился к архиепископу Марио Скьерано с предложениями внести некоторые изменения в текст молитвы для альпийских стрелков будущих поколений. Изменения были одобрены и утверждены 15 декабря 1985 года.
В середине 1990-х председатель Национальной ассоциации альпини Леонардо Каприоли обратился к Национальному совету директоров с просьбой обсудить возможность чтения молитвы образца 1949 года перед членами Национальной ассоциации и образца 1985 года перед всеми военнослужащими. 6 сентября 2007 года архиепископ армии монсеньор Винченцо Пельвини изменил текст молитвы, добавив слова о «нашей тысячелетней христианской цивилизации» (итал. nostra millenaria civiltà cristiana).

### Песни
Многие песни альпини восходят к такому периоду их истории, как участие в Первой мировой войне. В послевоенные годы в городах при участии ветеранов альпийских стрелков стали создаваться хоры, исполнявшие эти песни и прославлявшие бойцов.

### В массовой культуре

#### Фильмы
- Участию батальона «Аоста» в Первой мировой войне посвящён телесериал «Мино[англ.]».
- В художественном фильме «Иван Никулин — русский матрос» (1944) роль итальянского солдата-альпини играет клоун Михаил Румянцев.

## Горные формирования других государств мира
- Горные войска Австрии[нем.]
- Горные егеря Аргентины[англ.]
- Горные войска Германии[нем.]
  -  Альпийский корпус
  -  Горные егеря[нем.]
- Подразделение альпинистов
- Подгальские стрелки
- / Горные войска в России
  - 7-я гвардейская десантно-штурмовая дивизия
  - 34-я отдельная мотострелковая бригада
  - 55-я отдельная мотострелковая бригада
- Вынэторь де мунте
- 10-я горнопехотная дивизия
- Альпийские стрелки Франции
- Горные войска Швейцарии[нем.]